# Obio/Akpor
Obio/Akpor è una delle ventitré aree a governo locale (local government areas) in cui è suddiviso lo stato di Rivers, nella Repubblica Federale della Nigeria.
estende su una superficie di 260 km² e conta una popolazione di 878.890 abitanti.